# 伯夫龙河畔布里农
伯夫龙河畔布里农（法語：Brinon-sur-Beuvron，法語發音：[bʁinɔ̃ syʁ bøvʁɔ̃]）是法国涅夫勒省的一个市镇，属于克拉姆西区。

## 地理
伯夫龙河畔布里农（47°16'51"N, 3°29'28"E）面积8.06 平方千米，位于法国勃艮第-弗朗什-孔泰大區涅夫勒省，该省份为法国中部省份，北至约讷省，西北接卢瓦雷省，西接谢尔省，南至阿列省，东南接索恩-卢瓦尔省，东临科多尔省。
与伯夫龙河畔布里农接壤的市镇（或旧市镇、城区）包括：塔科奈、讷伊、比西拉佩勒、舍瓦讷-尚日、格勒努瓦、莫拉什、博略。

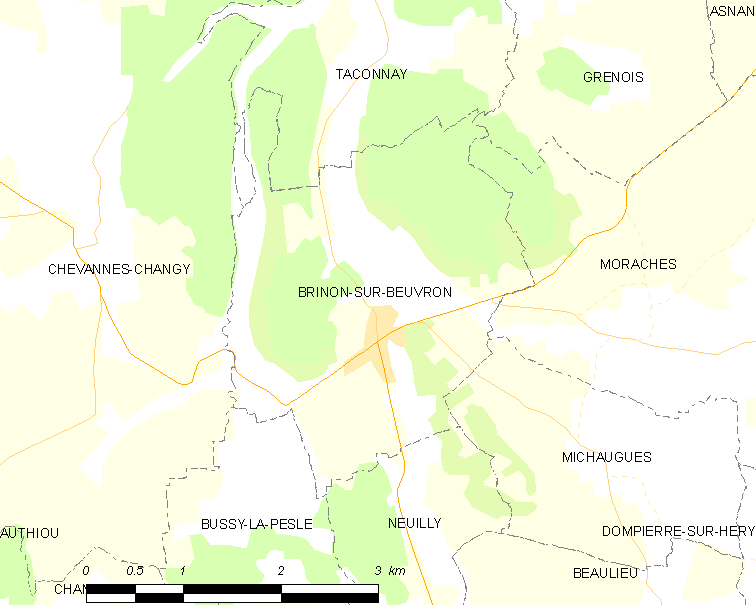
伯夫龙河畔布里农的OSM定位图

伯夫龙河畔布里农的时区为UTC+01:00、UTC+02:00（夏令时）。

## 行政
伯夫龙河畔布里农的邮政编码为58420，INSEE市镇编码为58041。

## 政治
伯夫龙河畔布里农所属的省级选区为科尔比尼县。

## 人口

1962-2008年间伯夫龙河畔布里农人口变化图示

伯夫龙河畔布里农于2022年1月1日时的人口数量为166人。